# Gioia dei Marsi
Gioia dei Marsi ist eine italienische Gemeinde (comune) mit 1710 Einwohnern (Stand 31. Dezember 2023) in der Provinz L’Aquila in den Abruzzen. Die Gemeinde liegt etwa 60 Kilometer südsüdöstlich von L’Aquila am Sangro und gehört zur Comunità montana Valle del Giovenco. Das Gemeindegebiet ist Teil des Nationalpark Abruzzen, Latium und Molise.

## Geschichte
Das Erdbeben von 1915 zerstörte weite Teile der Gemeinde.

## Verkehr
Durch die Gemeinde führt die frühere Strada Statale 83 Marsicana (heute eine Regionalstraße) von Cerchio nach Scontrone.

## Varia
Ende der 1990er-Jahre wurde in der Dorfkirche Chiesa di San Vincenzo ein Pornofilm gedreht. Als Vorwand gab das Filmteam an, Dokumentaraufnahmen zu machen. 2003 identifizierte ein Bewohner von Gioia dei Marsi die Kirche als Kulisse des Filmes.